# Mannen som blev en gris
Mannen som blev en gris, musikalbum av Joakim Thåström som släpptes april 2002. Albumet innehåller en cover på Stry Terraries gamla band Garbochocks låt "Så kall så het".
"Ungefär så här..." och "Höghus-sång" släpptes även som singlar.

## Låtlista
1. "Släpp aldrig in dom" (Thåström/Per Hägglund) - 4:52
2. "Ungefär så här..." (Thåström/Per Hägglund) - 3:28
3. "Höghussång" (Thåström/Per Hägglund) - 3:37
4. "Ännu mera gift" (Thåström) - 4:00
5. "Kaospassageraren" (Thåström/Hell) - 9:02
6. "Bara när jag blundar" (Thåström) - 2:48
7. "Hål" (Thåström/Henryk Lipp) - 4:17
8. "Sån" (Thåström/Henryk Lipp) - 4:03
9. "Så kall så het" (Stry Terrarie) - 2:49
10. "Aldrig nånsin komma ner" (Thåström/Henryk Lipp) - 4:56